# As Aventuras do Capitão Cueca
The Adventures of Captain Underpants (no Brasil, As Aventuras do Capitão Cueca e em Portugal, As Aventuras do Capitão Cuecas) é uma série de livros dedicado ao público infantil, criado pelo escritor estadunidense Dav Pilkey.
Dav Pilkey criou suas primeiras histórias em quadrinhos quando frequentava o ensino fundamental. Em 1997 escreveu e ilustrou As Aventuras do Capitão Cueca, o primeiro volume de uma série que teve mais sete livros, e se tornou um grande sucesso em diversos países do mundo.
Com vários leitores assíduos em vários países, a colecção de livros consagrou Pilkey como um dos mais afamados escritores de livros infantis da literatura contemporânea.
A história fala sobre um diretor rabugento (Sr. Krupp), que, a um estalar de dedos, vira o Capitão Cueca. Para ele voltar a ser o diretor, ele precisa ser molhado.

## História
Jorge e Haroldo, são dois meninos, muito traquinas e enxeridos, que estão na quarta série da escola primária . Eles criam um clube chamado Quadrinhos na Casa na Árvore S/A. Donos de uma imaginação muito fértil, a usam para criar um novo super-herói, o Capitão Cueca, e vender as suas histórias em quadrinhos por um preço módico no recreio da escola que frequentam.

## Personagens
- Jorge Beard / George Beard
- Haroldo Hutchins / Harold Hutchins
- Senhor Krupp
- Melvin Sneedly
- Sulu o hamster / Lulu o hamster
- Senhora Ribble / Senhora Embirrenta
- Senhor Edomal

## Cronologia
| Volume | Título original | Título em português brasileiro | Data de lançamento     |
| ------ | --- | --- | ---------------------- |
| 1      | The Adventures of Captain Underpants | As Aventuras do Capitão Cueca | 1 de setembro de 1997  |
| 2      | Captain Underpants and the Attack of the Talking Toilets | Capitão Cueca e o Ataque das Privadas Falantes | 1 de fevereiro de 1999 |
| 3      | Captain Underpants and the Invasion of the Incredibly Naughty Cafeteria Ladies from Outer Spaces and the Subsequent Assault of the Equally Evil Lunchroom Zombie Nerds | Capitão Cueca e a Invasão das Incrivelmente Malvadas Tias da Cantina de Outro Planeta e o Ataque Subsequente dos Igualmente Perversos Zumbis Nerds | 1 de setembro de 1999  |
| 4      | Captain Underpants and the Perilous Plot of Professor Poopypants | Capitão Cueca e o Perigoso Plano Secreto do Professor Fraldinha Suja                                                                               | 1 de janeiro de 2000   |
| 5      | Captain Underpants and the Wrath of the Wicked Wedgie Woman | Capitão Cueca e a Fúria da Ferocíssima Mulher Tentacular                                                                                           | 29 de agosto de 2001   |
| 6      | Captain Underpants and the Big, Bad Battle of the Bionic Booger Boy, Part 1: The Night of the Nasty Nostril Nuggets                                                    | Capitão Cueca e a Grande e Desagradável Batalha do Menino Biônico Meleca Seca, Parte 1: A Noite das Repugnantes Melecas de Nariz                   | 1 de agosto de 2003    |
| 7      | Captain Underpants and the Big, Bas Battle of the Bionic Booger Boy, Part 2: Revenge of the Ridiculous Robo-Boogers                                                    | Capitão Cueca e a Grande e Desagradável Batalha do Menino Biônico Meleca Seca, Parte 2: A Revanche dos Robôs Melequentos Ridículos                 | 1 de outubro de 2003   |
| 8      | Captain Underpants and the Preposterous Plight of the Purple Potty People                                                                                              | Capitão Cueca e a Sina Ridícula do Povo do Penico Roxo                                                                                             | 15 de agosto de 2006   |
| 9      | Captain Underpants and the Terrifying Return of Tippy Tinkletrousers                                                                                                   | Capitão Cueca e o Aterrorizante Retorno do Caído Tilintar das Calças                                                                               | 28 de agosto de 2012   |
| 10     | Captain Underpants and the Revolting Revenge of the Radioactive Robo-Boxers                                                                                            | Capitão Cueca e a Revoltante Revanche da Robocueca Radioativa                                                                                      | 1 de janeiro de 2013   |
| 11     | Capitain Underpants and the Tyrannical Retaliation of the Turbo Toilet 2000                                                                                            | Capitão Cueca e a Tirânica Retaliação da Privada Turbo 2000                                                                                        | 15 de novembro de 2014 |
| 12     | Captain Underpants and the Sensational Saga of Sir Stinks-A-Lot | Capitão Cueca e a Saga Sensacional de Fedor, o Grande                                                                                              | 25 de agosto de 2015   |